# Beyond Twilight
Beyond Twilight es un grupo de Metal progresivo procedente de Dinamarca.

## Historia
El grupo se formó en 1999 con el nombre de Twilight, pero tras varios años de ensayos y de conciertos en el circuito underground danés proceden a cambiarse el nombre por motivos legales a lo que hoy es la denominación del grupo: Beyond Twilight. A partir de 1999 son conocidos con ese nombre, y es entonces cuando empiezan a adquirir una fama que a la postre les valdría su contrato discográfico con Massacre Records. En 2001 publican su primer LP: "The Devil's Hall of Fame".
Aunque en un primer momento la formación era estable tras el lanzamiento del primer disco, el que era cantante de la banda, Jorn Lande, decide dejar el grupo. Con el nuevo solista, Kelly Sundown Carpenter, graban su segundo plástico: "Section X". Vio la luz el 29 de marzo de 2005, y con él ya obtuvieron un gran prestigio internacional.
Un año más tarde, en 2006, vuelven a cambiar de cantante. El sustituto esta vez es Bjorn Jansson, con el cual graban su tercer disco: "For The Love Of Art And The Making".  Beyond Twilight presenta este trabajo por toda Europa durante ese año.

## Miembros

### Formación actual
- Bjorn Jansson - Voz
- Andrés Exo Kragh - Guitarra solista
- Jacob Hansen - Guitarra rítmica
- Andrés Devillian Lindgrn - Bajo
- Tomas Fredיn - Batería
- Finn Zierler - Teclado

### Otros componentes
- Kelly Sundown Carpenter - Voz (2004-2005)
- Jorn Lande - Voz (hasta 2004)

## Discografía
- The Devil's Hall of Fame (2001)
- Section X (2005)
- For The Love Of Art And The Making (2006)

- Datos: Q2532806